# Sarotherodon occidentalis
 Sarotherodon occidentalis és una espècie de peix de la família dels cíclids i de l'ordre dels perciformes.

## Morfologia
Els mascles poden assolir els 28,3 cm de longitud total.

## Distribució geogràfica
Es troba al riu Casamance (Senegal) i al riu Saint John (Libèria).